# Hinterweidenthal
Hinterweidenthal är en kommun och ort i Landkreis Südwestpfalz i förbundslandet Rheinland-Pfalz i Tyskland.
Kommunen ingår i kommunalförbundet Verbandsgemeinde Hauenstein tillsammans med ytterligare sju kommuner.

## Bildgalleri

Hinterweidenthal
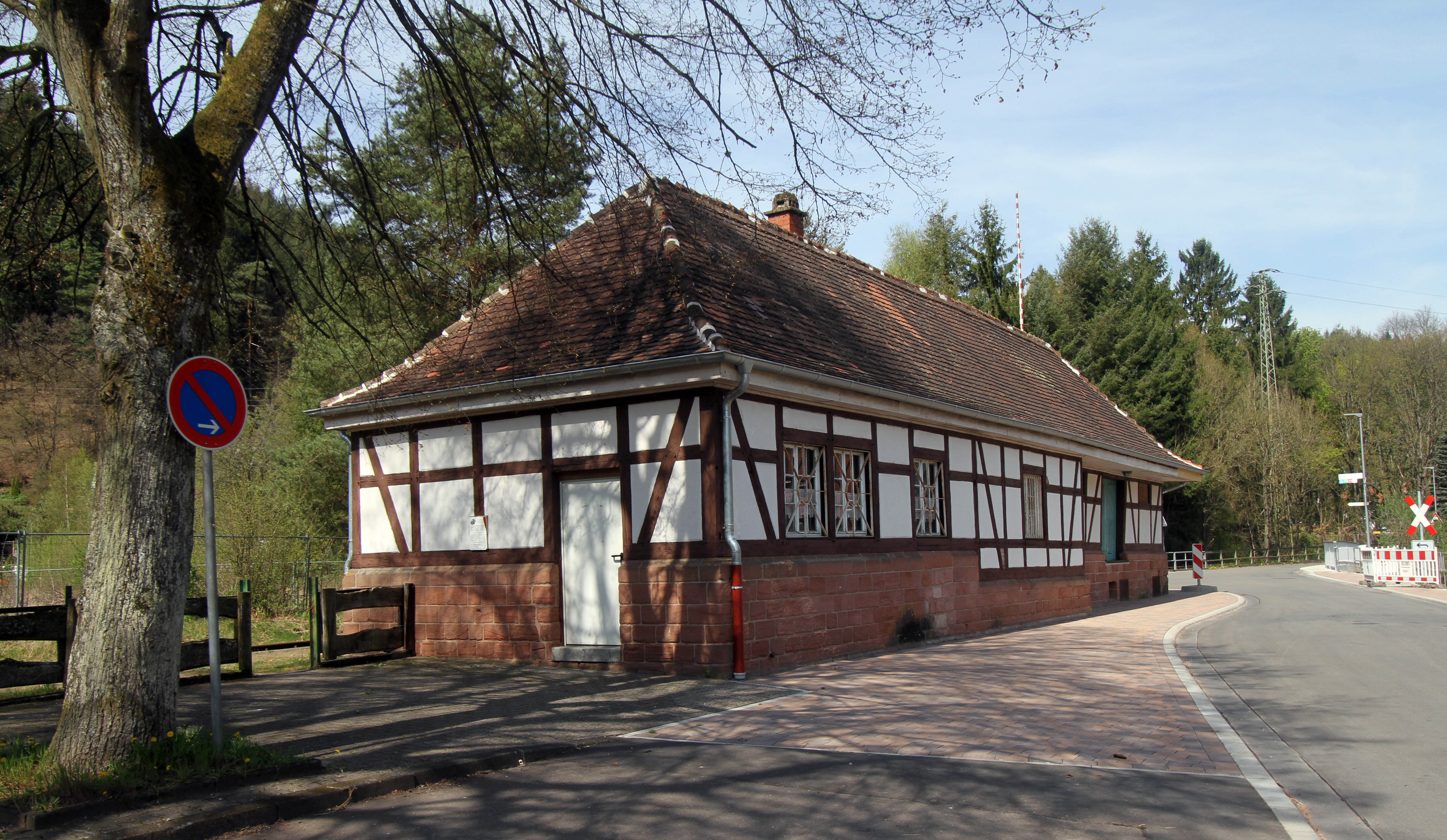
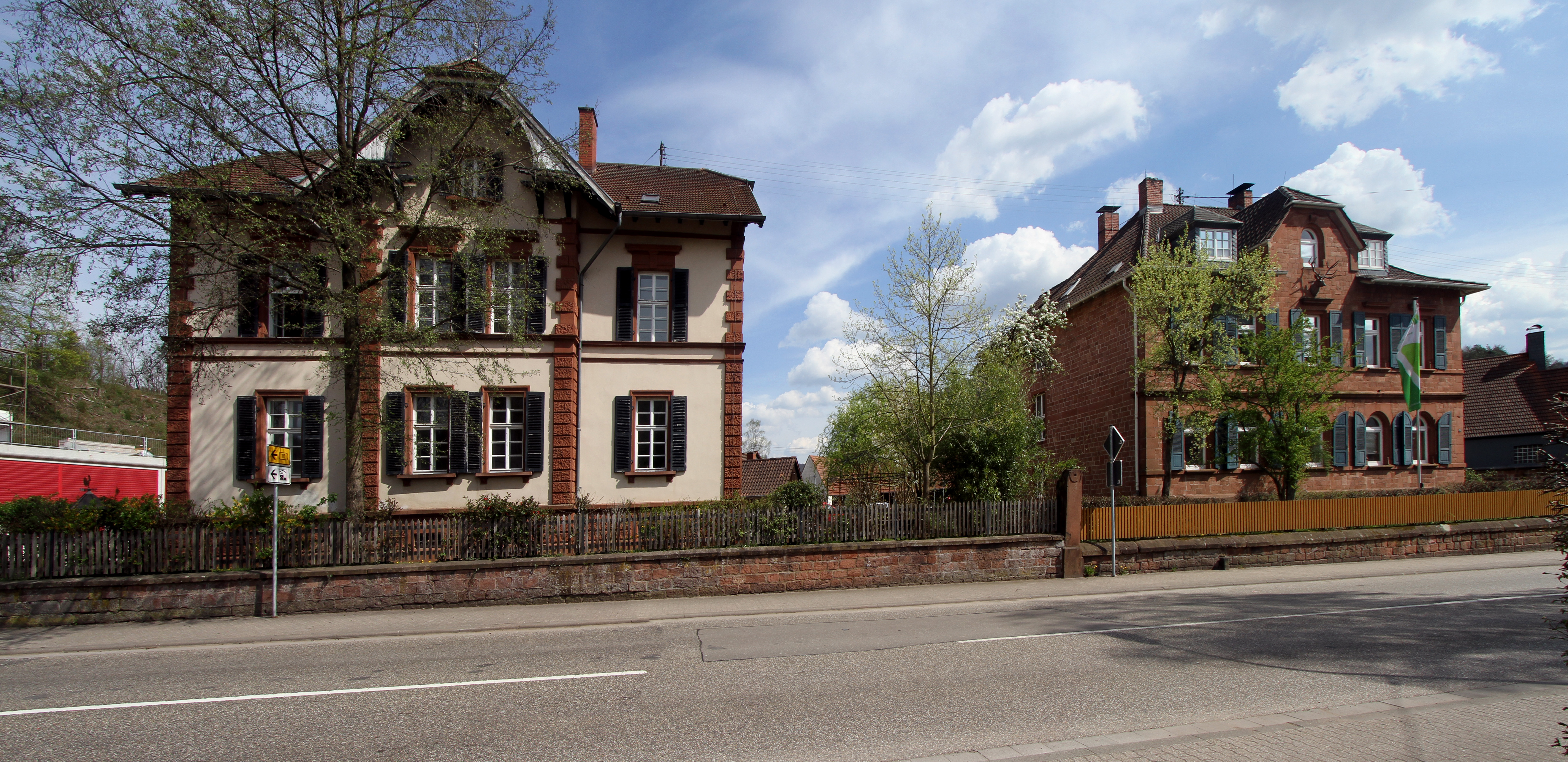
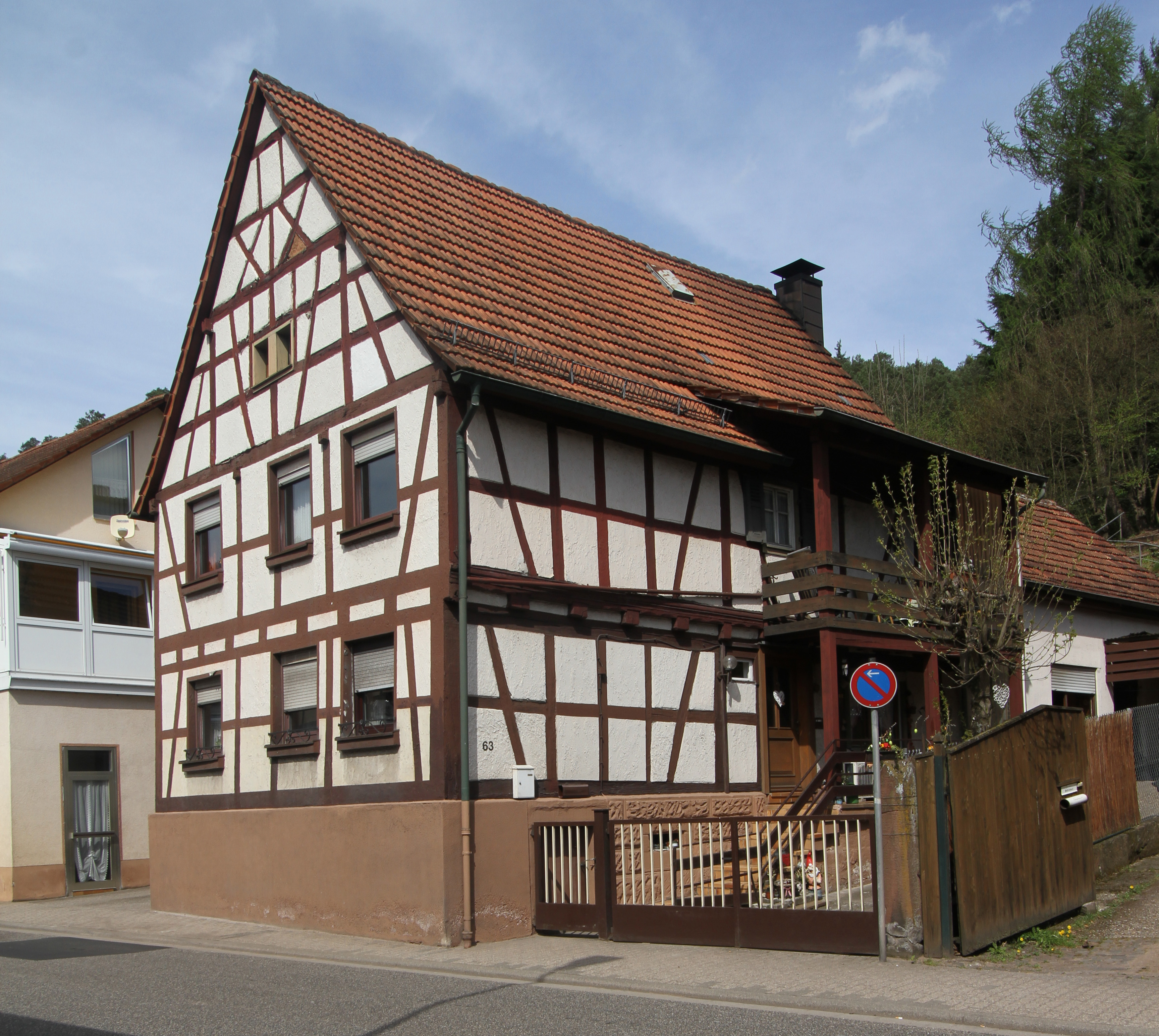
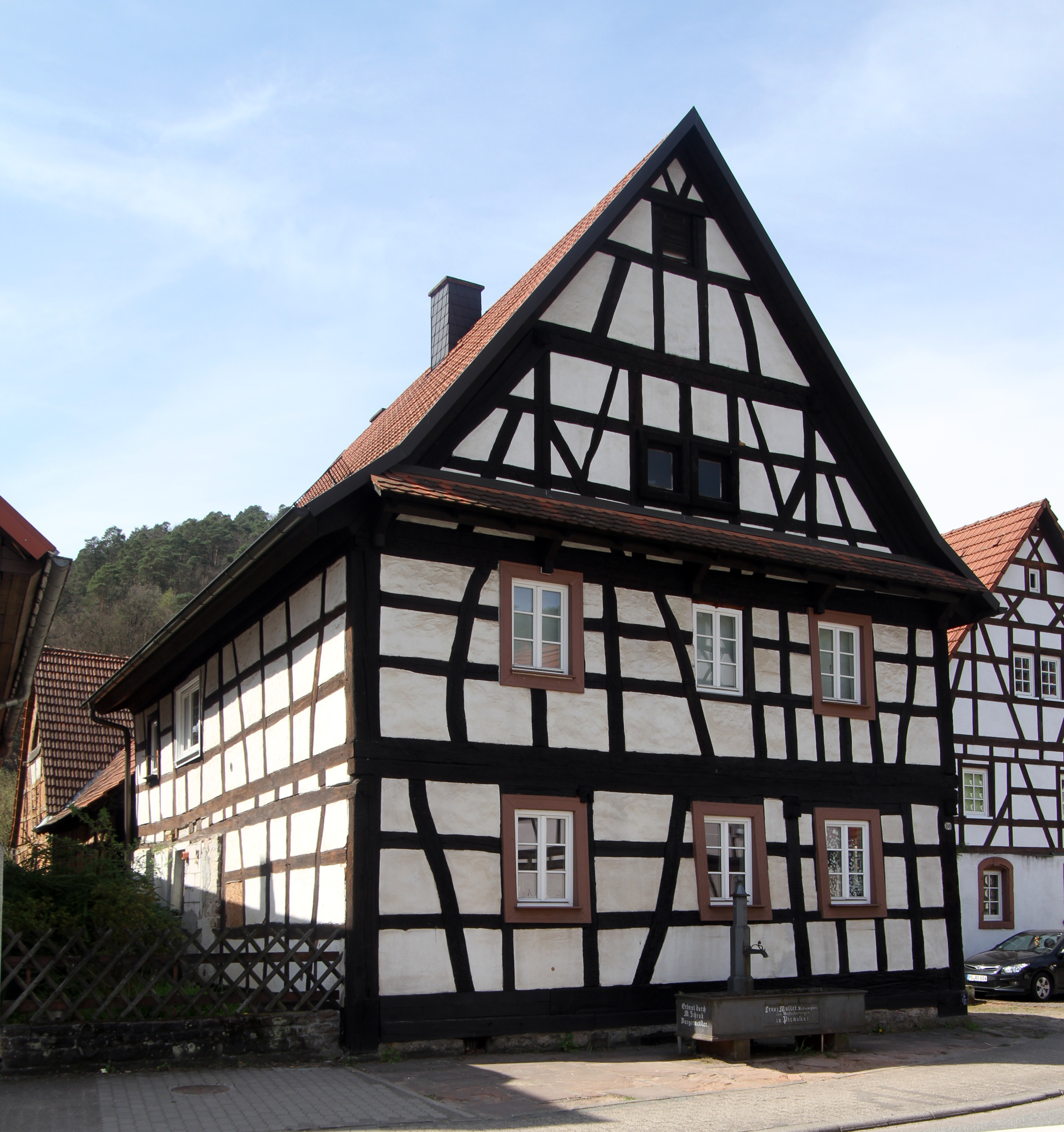
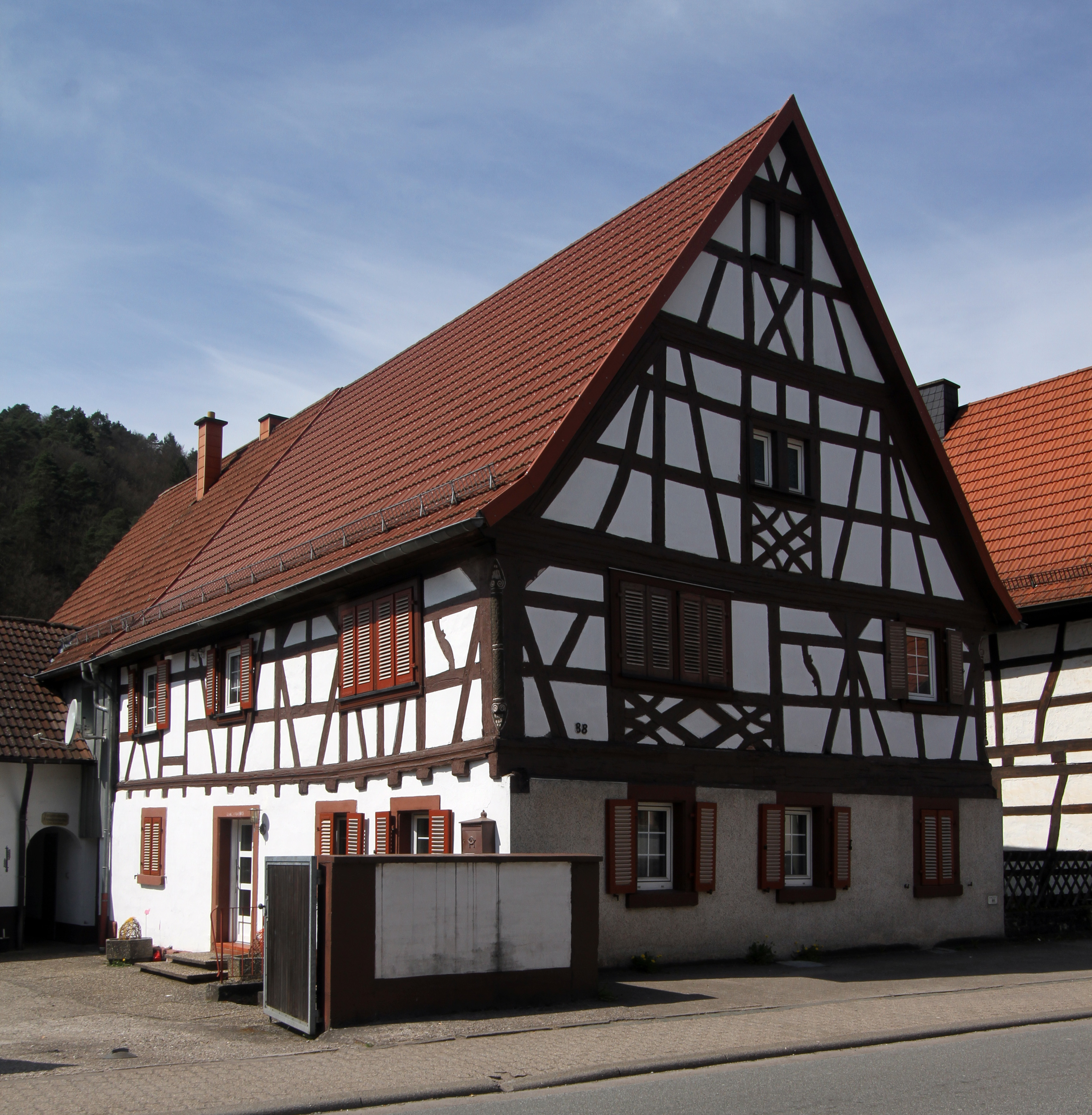
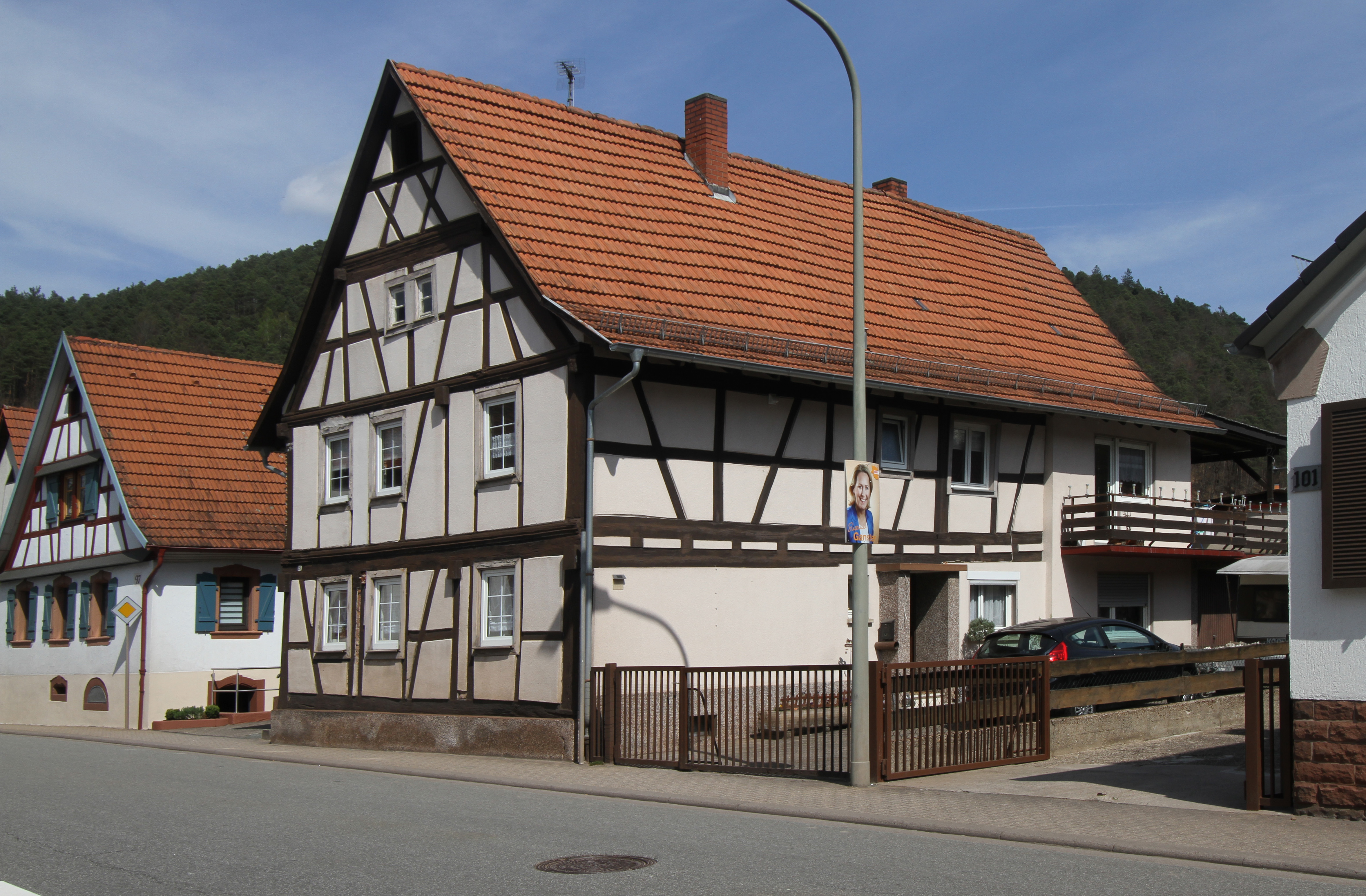
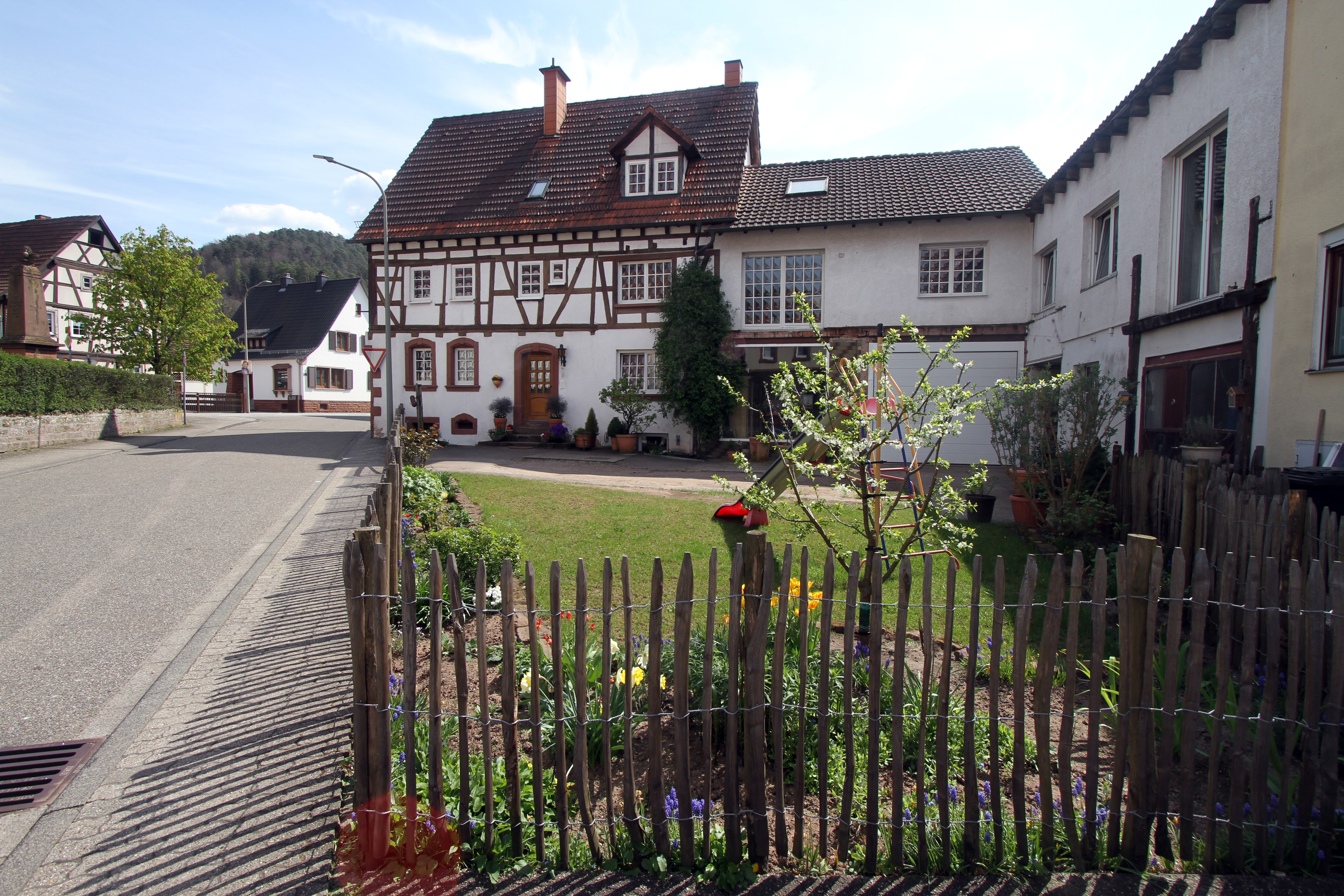
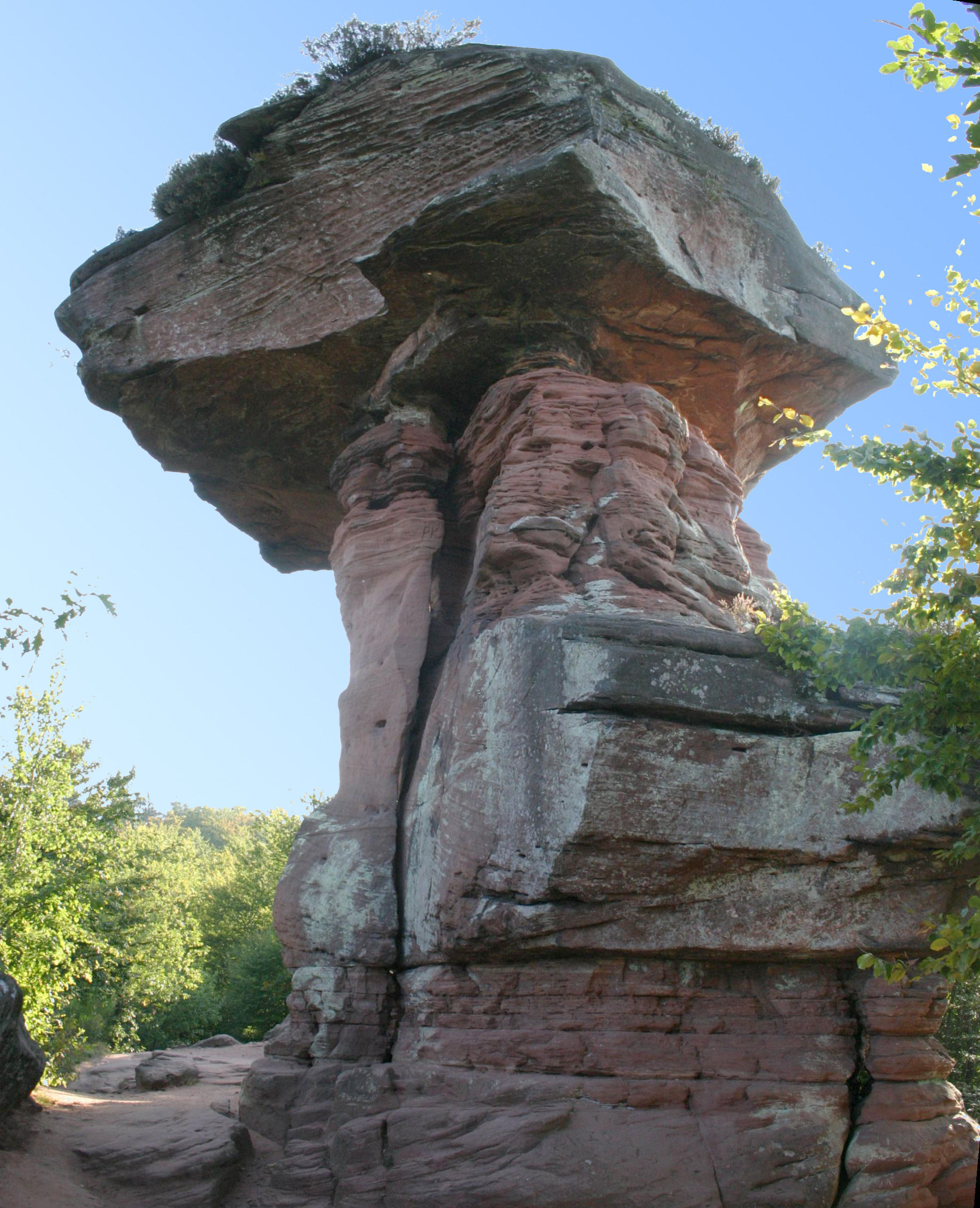